# Medio Cudeyo (Gerichtsbezirk)
Der Gerichtsbezirk Medio Cudeyo ist einer der acht Gerichtsbezirke in der autonomen Gemeinschaft Kantabrien.
Der Bezirk umfasst 20 Gemeinden auf einer Fläche von 829,97 km² mit dem Hauptquartier in Medio Cudeyo.

## Gemeinden
| Gemeinde                    | Einwohner (2024) | Fläche km² | Dichte Einw./km² | Cod INE | Postleitzahl                      |
| --------------------------- | ---------------- | ---------- | ---------------- | ------- | --------------------------------- |
| Castañeda                   | 3.252            | 19,19      | 169              | 39019   | 39660                             |
| Corvera de Toranzo          | 2.139            | 49,48      | 43               | 39026   | 39699                             |
| Entrambasaguas              | 5.646            | 43,17      | 131              | 39028   | 39715                             |
| Liérganes                   | 2.390            | 36,73      | 65               | 39037   | 39722                             |
| Luena                       | 608              | 90,54      | 7                | 39039   | 39681, 39682, 39687, 39688        |
| Marina de Cudeyo            | 5.190            | 28,37      | 183              | 39040   | 39719                             |
| Medio Cudeyo                | 7.686            | 26,78      | 287              | 39042   | 39619, 39710, 39718, 39724, 39792 |
| Miera                       | 398              | 33,77      | 12               | 39045   | 39723, 39725                      |
| Penagos                     | 2.254            | 31,67      | 71               | 39048   | 39627                             |
| Puente Viesgo               | 2.881            | 36,14      | 80               | 39056   | 39670                             |
| Riotuerto                   | 1.675            | 30,48      | 55               | 39064   | 39720                             |
| San Pedro del Romeral       | 432              | 57,44      | 8                | 39071   | 39686                             |
| San Roque de Riomiera       | 342              | 35,70      | 10               | 39072   | 39728                             |
| Santa María de Cayón        | 9.367            | 48,23      | 194              | 39074   | 39330                             |
| Santiurde de Toranzo        | 1.739            | 36,82      | 47               | 39078   | 39698                             |
| Saro                        | 508              | 17,82      | 29               | 39081   | 39639                             |
| Selaya                      | 1.846            | 39,29      | 47               | 39082   | 39696                             |
| Vega de Pas                 | 768              | 87,53      | 9                | 39097   | 39685                             |
| Villacarriedo               | 1.685            | 50,74      | 33               | 39098   | 39640                             |
| Villafufre                  | 1.020            | 30,08      | 34               | 39100   | 39638                             |
| Gerichtsbezirk Medio Cudeyo | 51.826           | 829,97     | 62               | –       | –                                 |